# Gutscheinportal
Ein Gutscheinportal ist eine im Internet aufrufbare Plattform für Rabatte und Gutscheine. Auf der Website dieser Anbieter werden Verbrauchern entweder Rabatte in Form von Preisnachlassen für bestimmte Waren oder Dienstleistungen angeboten, oder es werden sortimentsübergreifende Gutscheine in Form von z. B. Gutscheincodes übergeben. Auch der Erhalt eines Gratisartikels bzw. Geschenks ist durch die Verwendung eines Gutscheins bzw. Rabattcodes möglich.

## Anbieter-Varianten
Gutscheine und Gutscheincodes können entweder ausgedruckt und bei einem Händler oder Dienstleister vor Ort (z. B. in einem Restaurant oder bei einem stationären Händler) oder in Form eines digitalen Gutscheincodes in einem Online-Shop eingelöst werden. Der Gutscheincode besteht aus einer Kombination von Zahlen oder Buchstaben. Solche Gutscheine sind meistens an bestimmte Einlösebedingungen, wie einen Mindestbestellwert gebunden. Einige Online-Shops verwenden anstatt der Bezeichnung Gutscheincode auch Bezeichnungen wie Vorteilsnummer, Promotion-Code oder Aktionscode. Gutscheincodes für Online-Shops werden meist über ein Gutscheincode-Eingabefeld eingelöst. Es gibt generische Gutscheincodes, die zwar aus einer individuellen Kombination von Zahlen oder Buchstaben bestehen, allerdings für jeden Nutzer gleich sind, und es gibt Unique Codes. Diese Codes sind im Gegensatz zu generischen Codes nur einmal einlösbar und durch eine nicht wiederkehrende Zahlen oder Buchstaben-Kombination gekennzeichnet.
Grundsätzlich ist bei Gutscheinportalen zwischen zwei Typen von Anbietern zu unterscheiden. Auf der einen Seite gibt es Anbieter wie Groupon, die Gutscheine für verschiedene Aktivitäten und Produkte verkaufen. Ihre Angebote sind meist bestimmten Einschränkungen unterworfen, z. B. einer kurzen Einlösefrist von wenigen Tagen oder Wochen. Unternehmen, die auf diesen Portalen Gutscheine platzieren möchten, müssen eine Provision bzw. einen Festpreis in unterschiedlicher Höhe an das jeweilige Portal entrichten.
Auf der anderen Seite stehen Anbieter, wie MyDealz, oder Boni.tv, welche den Nutzern kostenlose Rabattcodes für verschiedene Online Shops anbieten. Im Gegensatz zu beispielsweise Groupon ist die Haupteinnahmequelle hier meist das Affiliate-Marketing. Dabei werden die Gutscheinportale entsprechend mit einer Provision vom jeweiligen Shop vergütet, die wiederum durch Affiliate-Netzwerke, wie Tradedoubler oder Webgains an die Gutscheinportale ausgeschüttet werden. Doch es gibt auch Probleme, denen Nutzern von traditionellen Gutscheinportalen in der Praxis begegnen. Viele der kostenlosen Gutscheine und Rabatte die von Affiliate-Netzwerken an Gutscheinportale bereitgestellt werden, sind bereits abgelaufen oder ungültig. Abgelaufene Gutscheincodes sind bei Verbrauchern unbeliebt, weil ungültige Gutscheincodes Verbrauchern nicht die erhoffte Ersparnis bereitstellen, und bei Online-Shop-Betreibern ebenfalls, weil sie oftmals Kaufabbrüche zur Folge haben, weil der Verbraucher den geplanten Kauf aufgrund des nicht erhaltenen Rabatts eben nicht durchführt oder den Kaufvorgang abbricht.
Aus diesem Problem heraus ist ein neuer Trend im Affiliate-Marketing und Gutscheinmarketing entstanden, die sogenannten Self-Service Coupon Plattformen. Diese Plattformen erlauben es Online-Shops Gutscheine auf Gutscheinportalen direkt und ohne Dritte, wie Affiliate-Netzwerke, zu veröffentlichen. Ein Gutscheinportal, welches in Echtzeit und von Werbetreibenden gesteuert wird, ist das Gutscheinportal CaptainCoupon.de. Der Vorteil von Gutscheinportalen, die direkt durch die jeweiligen Online-Shops gesteuert werden, ist die Aktualität und Gültigkeit der Gutscheine und das verbesserte Kundenerlebnis. Diese Gutscheinportale finanzieren sich durch Nutzungsgebühren und sind daher auch frei von Display-Marketing.
Mit den zivilrechtliche Rechtsfragen bei Gutscheinkäufen in Online-Gutscheinportalen befasst sich ausführlich der Aufsatz Dienst/Scheibenpflug, JurPC Web-Dok. 147/2012, Abs. 1 - 103. Der Beitrag untersucht die Rechtsnatur des Online-Gutscheins, den Inhalt und die Vertragsparteien des Gutscheingeschäfts. Daneben gibt er einen Überblick über rechtliche Einzelaspekte des Couponing mit Schwerpunkt auf verbraucherrechtliche Fragestellungen. Fokussiert werden dabei insbesondere der Entfall von Restbeträgen bei nur teilweiser Einlösung und die Beschränkung des Gültigkeitszeitraums eines Gutscheins.
Zu Gültigkeitsfristen von Online-Coupons haben bisher das AG Köln und das LG Berlin Stellung bezogen. Die Wirksamkeit der Befristung von über Gutscheinplattformen erworbenen Gutscheinen analysiert der Beitrag Dienst/Scheibenpflug, Verbraucher und Recht 2013, 83. Die Autoren gehen davon aus, dass bei stark rabattierten Leistungsgutscheinen im Einzelfall sogar die Festlegung eines Gültigkeitszeitraums von weniger als drei Monaten angemessen sein kann. Nach Erwerb eines Gutscheins gilt allerdings das gesetzliche Widerspruchsrecht von 14 Tagen.

## Belege
1. ↑  Gründerszene Today. Abgerufen am 3. Oktober 2016.
2. ↑  Sebastian Dienst / Philipp Scheibenpflug, Zivilrechtliche Rechtsfragen bei Gutscheinkäufen auf Online-Gutscheinplattformen (Couponing), JurPC Web-Dok. 147/2012, Abs. 1 - 103.
3. ↑  AG Köln, Urteil vom 4. Mai 2012, Az.: 118 C 48/12.
4. ↑  LG Berlin, Urteil vom 25. Oktober 2011, Az.: 15 O 663/10.
5. ↑  Sebastian Dienst, Philipp Scheibenpflug: Gültigkeitsfristen von Online-Gutscheinen bei Groupon & Co., VuR 2013, 83. (PDF; 168 kB).